# 美洲葉鼻蝠屬
美洲葉鼻蝠屬，哺乳綱、翼手目、葉口蝠科的一屬，而與美洲葉鼻蝠屬（加州葉鼻蝠）同科的動物尚有南美大耳蝠屬（絨大耳蝠）、美洲矛吻蝠屬（鋸緣矛吻蝠）、長葉蝠屬（長葉蝠）、劍鼻蝠屬（金劍鼻蝠）等之數種哺乳動物。

## 下属物种
本属包括以下物种：
- 加州叶鼻蝠 Macrotus californicus Baird, 1858，加州大葉口蝠
- Macrotus californiens Baird, 1858
- 沃氏叶鼻蝠 Macrotus waterhousii Gray, 1843，大葉口蝠